# Attilio Pignotti
Attilio Pignotti (San Benedetto del Tronto, 17 maggio 1969) è un pilota motociclistico italiano ritiratosi dall'attività agonistica.

## Carriera
Dopo aver iniziato la carriera nel Motocross è passato al Campionato Mondiale Supermoto. Ha concluso la stagione 2007 al secondo posto nel Mondiale S2.
Dalla stagione 2006 corre nel team ufficiale KTM Red Bull Miglio.
Pignotti nel 2007, così come Verderosa nella stagione 2004, è il pilota italiano che più si è avvicinato alla vittoria di un titolo mondiale, concludendo 2º nella stagione 2007 a soli 5 punti dal belga Gerald Delepine. Nel 2008 non ottiene lo stesso grande risultato nel Mondiale, e si riconferma vicecampione italiano nella categoria S2 alle spalle di Davide Gozzini. Lo stesso anno con la nazionale italiana conquista il suo primo Trofeo delle nazioni supermoto.
Nel 2009 non gli viene rinnovato il contratto con KTM Italia nel Team Miglio e, non ricevendo ingaggi da altri team del circus della supermoto, decide di dedicarsi alla vecchia passione del motocross, correndo il Campionato Italiano Motocross Elite in MX1 da pilota privato.
Solo a metà stagione ottiene un contratto con il Team Kawasaki KL Nastedo per correre il Campionato Italiano Supermoto. Lo stesso anno viene nominato dalla Federazione Italiana Motociclismo Commissario Tecnico della Nazionale Italiana di supermotard per il Trofeo delle Nazioni, continuando a correre sporadicamente in campionati minori nel 2010 come il Trofeo Centro-Sud Italia Supermoto con il Team Aprilia Fast Wheels e nel Campionato Italiano Motocross su Honda da privato.

## Palmarès
- 1984: Debutto nel Minicross
- 1987: Campione Italiano Motocross Cadetti 250cc (su Honda)[5]
- 1989: Debutto Campionato del Mondo Motocross 250cc
- 1990: Vincitore Coppa Italia Motocross
- 1992: Vincitore Coppa Mille Dollari Motocross
- 2001: 20º posto Campionato Italiano Supermoto classe Prestige (su Honda)
- 2002: 8º posto Campionato Italiano Supermoto classe Sport (su Honda)
- 2003: 9º posto Campionato Europeo Supermoto classe 450cc (su Honda)
- 2003: 2º posto Campionato Italiano Supermoto classe Sport (su Honda)
- 2003: 6º posto Extreme Supermotard di Bologna (su Honda)
- 2004: 4º posto Campionato Italiano Supermoto classe Sport (su VOR)
- 2004: 11º posto Campionato del Mondo Supermoto S2 (su VOR)
- 2004: 12º posto Extreme Supermotard di Bologna (su Honda)
- 2005: 5º posto Campionato Italiano Supermoto classe Sport (su Honda)
- 2005: 8º posto Campionato del Mondo Supermoto S2 (su Honda)
- 2006: 2º posto Campionato Italiano Supermoto classe Sport (su KTM)
- 2006: 10º posto Campionato del Mondo Supermoto S2 (su KTM)
- 2006: 2º posto Extreme Supermotard di Bologna (su KTM)
- 2007: 2º posto Campionato Italiano Supermoto S2 (su KTM)
- 2007: 2º posto Campionato del Mondo Supermoto S2 (su KTM)[1]
- 2007: 2º posto generale al Supermoto delle Nazioni (Team Italia) (su KTM)
- 2008: 2º posto Campionato Italiano Supermoto S2 (su KTM)
- 2008: 4º posto Campionato del Mondo Supermoto S2 (su KTM)
- 2008: Campione del Mondo al Supermoto delle Nazioni (Team Italia) (su KTM)[6]
- 2009: 19º posto Campionato Italiano Supermoto S1 (1 gara su 5) (su Kawasaki)
- 2009: 9º posto Campionato Italiano Motocross MX1 Elite (4 gare su 6) (su Honda)
- 2010: 11º posto Trofeo Centro Sud Italia Supermoto S1 (2 gare su 6) (su Aprilia)
- 2010: 23º posto Campionato Italiano Motocross MX1 Elite (2 gare su 6) (su Honda)